# Albaye Papa Diop
Albaye Papa Diop (Senegal, 12 dicembre 1984) è un ex calciatore senegalese, di ruolo centrocampista o difensore.

## Palmarès

### Club

#### Competizioni nazionali
- Campionato albanese: 2

Dinamo Tirana: 2007-2008, 2009-2010
- Supercoppa d'Albania: 1

Dinamo Tirana: 2008